# Muthesius Kunsthochschule

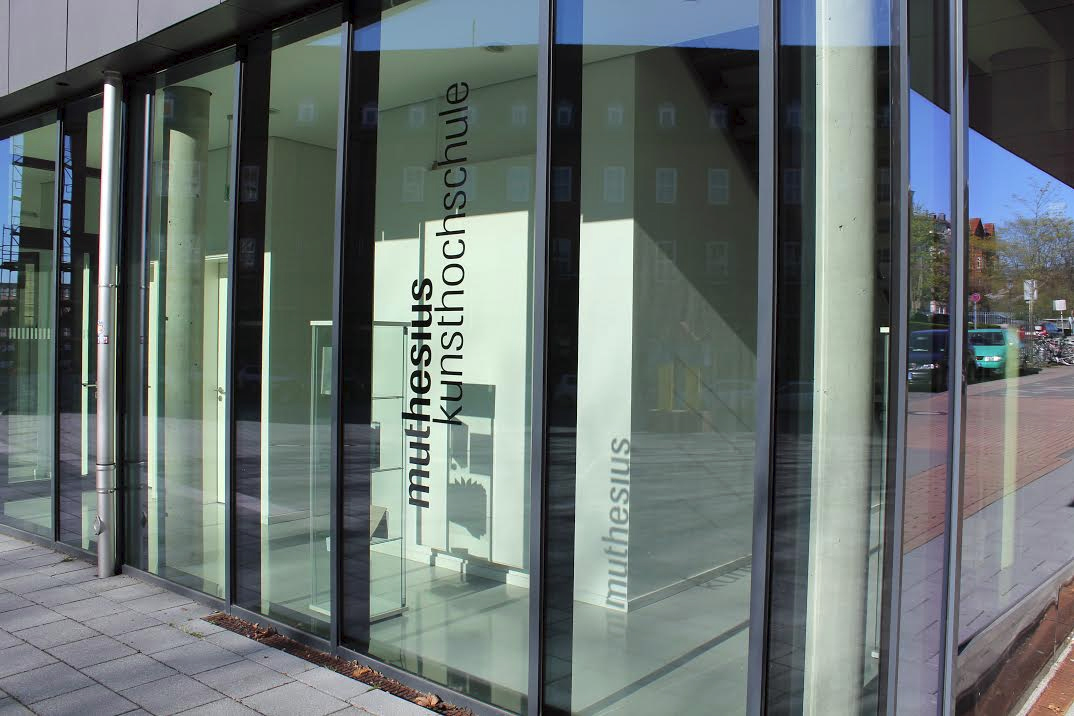
Eingangsbereich der Muthesius Kunsthochschule, Verwaltungsgebäude

Die Muthesius Kunsthochschule in Kiel ist die einzige Kunsthochschule des Landes Schleswig-Holstein. Sie ist benannt nach dem Architekten Hermann Muthesius. Sie wurde 1907 als Werkkunstschule gegründet, wurde 1994 zur Fachhochschule für Kunst und Gestaltung und ist seit 2005 die jüngste Kunsthochschule Deutschlands. Sie hat etwa 545 Studenten und rund 218 Beschäftigte.

## Studienabschlüsse
Seit 2005 werden die Studiengänge mit dem Abschluss Bachelor of Arts und Bachelor of Fine Arts im Umfang von sechs bis acht Semestern angeboten. Im Jahre 2009 lief der Abschluss Diplom (FH) für alle Fachrichtungen aus. Seit dem Wintersemester 2008 bietet die Kunsthochschule viersemestrige Aufbau-Studiengänge mit dem Abschluss Master of Arts bzw. Master of Fine Arts an. Anschließend besteht die Möglichkeit zur Promotion.

## Fachbereiche und Studiengänge
Derzeit gibt es die folgenden Fachbereiche mit Bachelor-Studiengängen:
- Design mit den Studiengängen Kommunikationsdesign und Industriedesign
- Kunst mit den Studiengängen Freie Kunst und Kunst für das gymnasiale Lehramt in Zusammenarbeit mit der Christian-Albrechts-Universität zu Kiel
- Raumstrategien mit dem Studiengang Raumstrategien/Interior Design

Der Fachbereich Architektur wurde  im Sommersemester 2008 eingestellt.
Die Master-Studiengänge sind:
- Freie Kunst, mit den Schwerpunkten Malerei, Bildhauerei, Zeichnung und Grafik, Medienkunst und Keramik
- Industriedesign, in den Schwerpunkten Medical Design oder Interface Design
- Kommunikationsdesign, in den Schwerpunkten Typografie und Buchgestaltung, Illustration, Fotografie, Konzeption und Entwurf, Sprache und Gestalt, Mediendesign
- Raumstrategien, im Schwerpunkt Spatial Scenography / Spatial Intervention

## Zentrale Einrichtungen

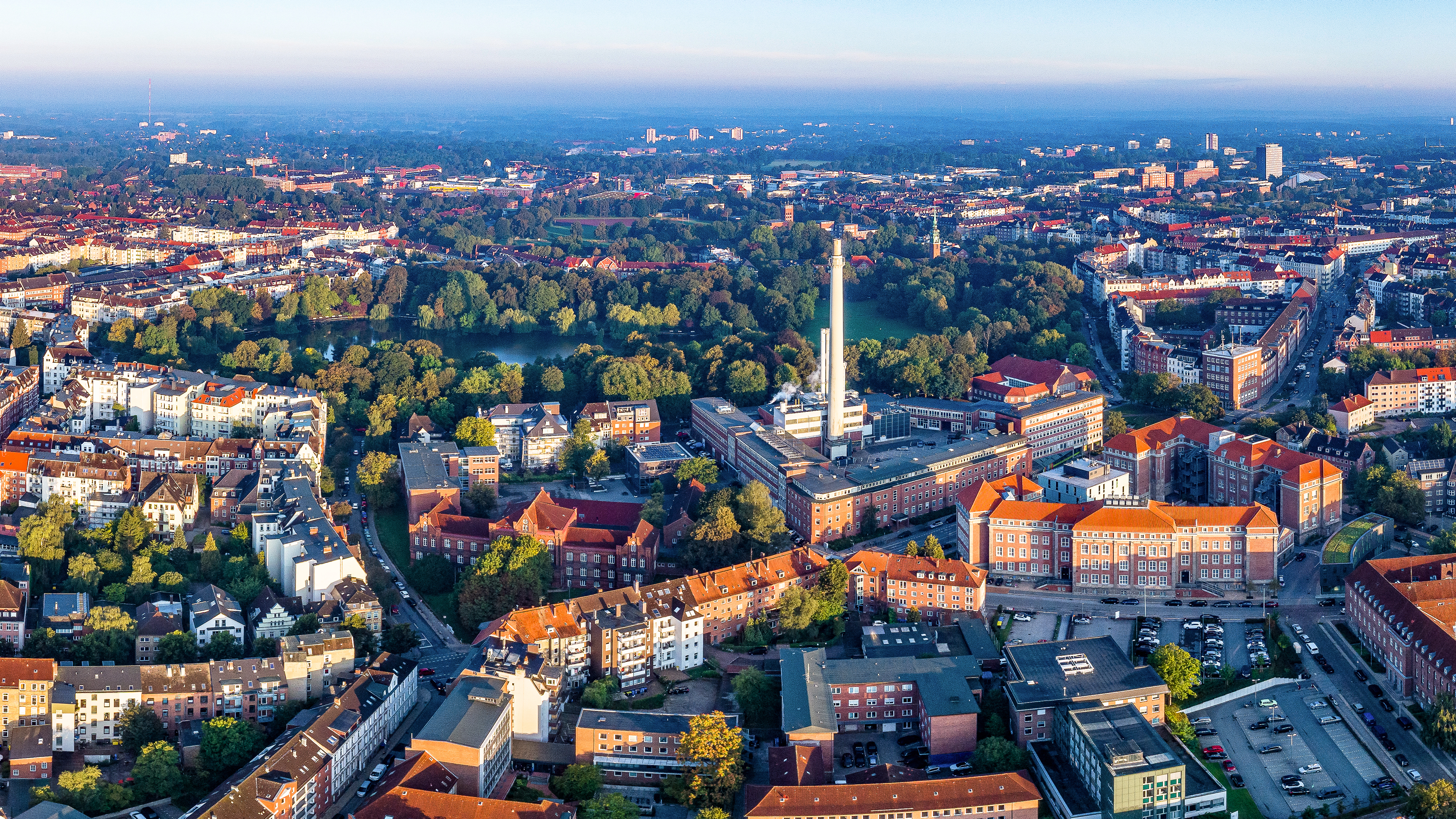
Luftbildaufnahme mit Blick auf den Park Schrevenpark, davor das Kraftwerk Humboldtstraße und rechts vor diesem die Kunsthochschule.

Neben den Studienbereichen verfügt die Muthesius Kunsthochschule über zentrale Einrichtungen, die fächerübergreifende Lehrangebote bieten. Auf diese Weise wird interdisziplinäres Studieren möglich.
Die zentralen Einrichtungen sind:
- Fachbibliothek für Kunst, Architektur und Design
- EDV-Zentrum
- Hochschuloffene Werkstätten (acht Stück an der Zahl)
- Projektbüro
- Institut für Kunst-, Design- und Medienwissenschaften / Forum für interdisziplinäre Studien
- Zentrum für Medien

## Geschichte
1907 wurde die Kieler Gewerbeschule mit kunstgewerblicher Ausrichtung mit dem Namen Städtische Handwerker- und Kunstgewerbeschule gegründet. Sie erhielt 1910  den Namen Technische und kunstgewerbliche Fachschule, wurde nach dem Zweiten Weltkrieg in Muthesius-Werkschule Kiel für Handwerk und angewandte Kunst und 1966 in Muthesius-Werkkunstschule umbenannt. 1972 erhielt sie den Status einer Fachschule für Gestaltung und wurde 1974 in die Fachhochschule Kiel eingegliedert. 1994 erhielt sie als Muthesius-Hochschule – Fachhochschule für Kunst und Gestaltung die Selbstständigkeit. 2005 wurde aus der Fachhochschule eine Kunsthochschule. Seitdem trägt sie den Namen Muthesius Kunsthochschule.

## Gebäude

Innenhof der Muthesius Kunsthochschule.

Die Gebäude der Kunsthochschule befinden sich seit dem Wintersemester 2012/2013 im Kieler Stadtteil Damperhof zwischen Legienstraße, Knooper Weg und Wilhelminenstraße. Bereits 1907 war der Campus hier. Davor war der letzte Campus-Umzug 1961, als mit nur 130 Studenten Räumlichkeiten im Lorentzendamm 6–8, sowie in den Straßen Langer Segen und an der Brunswiker Straße bezogen wurden.

## Mensa
Die kleinste Mensa in Schleswig-Holstein befindet sich mitten auf dem Campus im 1907 errichteten ehemaligen Kesselhaus. Seit 16. Januar 2013 werden hier Essen ausgegeben, 41.000 Essen im Jahr 2014.
Das Kesselhaus wurde weitgehend in seiner frühindustriellen Prägung belassen. Im Hochparterre ist die Mensa mit einsehbarer Küche und ein Multifunktionsraum mit einem Podest- und Galerieeinbau, der die unterschiedlichen Höhenniveaus dieser Bereiche verbindet.

## Ehemalige Studenten
- Alexandra (Sängerin) bürgerlich Doris Treitz (1942–1969) Grafikdesignstudium 1959
- Elsbeth Arlt (1948–2015), Malerin, Studium von 1969 bis 1971
- Gerhard Backschat, Studium von 1962 bis 1968
- Rudolf Behrend (1895–1979), Maler und Grafiker
- Illa Blaue (1919–2018), Malerin, Abendkurse vor dem Zweiten Weltkrieg an der Kunstgewerbeschule
- Shahin Charmi (* 1953), Intermedia-Kunst
- Friedrich Peter Drömmer (1889–1968), Maler und Werbegrafiker
- Ritha Elmholt (* 1947), Malerin und Autorin
- Menno Fahl (* 1967), Maler, Grafiker und Bildhauer
- Otto Flath (1906–1987), Holzbildhauer
- Donald von Frankenberg (* 1951), Künstler
- Franziska Füchsl (* 1991), Autorin
- Gunther Gerlach (* 1952), Bildhauer
- Ralf Groene (* 1968), Industriedesigner
- F. Jörg Haberland (* 1958), bildender Künstler
- Hertha Nehve (1905–?), Aquarellistin
- Hanne-Martje Münther (* 1940), Künstlerin
- Frank Otto (* 1957), Malereistudium, Medienunternehmer
- Jörg Plickat (* 1954), Bildhauer
- Birgit Rautenberg (* 1969), Fotografin
- Ingrid M. Schmeck (* 1944), Grafikerin und Illustratorin
- René Schoemakers (* 1972), Maler
- Werner Schreib (1925–1969), Maler und Grafiker
- Gertrud Wiebke Schröder (1897–1977), Bildhauerin und Kunstgewerblerin
- Bernhard Schwichtenberg (1938–2023), Künstler und Professor für Grafik-Design 3D
- Ben Siebenrock (1951–2018), Bildhauer
- Heiko Wommelsdorf (* 1982), Klangkünstler

## Professoren der Hochschule
| Professur          | Bereich              | Schwerpunkt                                                          |
| ------------------ | -------------------- | -------------------------------------------------------------------- |
| Axel Loytved       | Freie Kunst          | Basisklasse                                                          |
| Elisabeth Wagner   | Freie Kunst          | Bildhauerei                                                          |
| Isa Melsheimer     | Freie Kunst          | Keramik                                                              |
| Antje Majewski     | Freie Kunst          | Malerei                                                              |
| Lars Breuer        | Freie Kunst          | Malerei, Wandgemälde / Wahrnehmung Form und Farbe                    |
| Andreas Greiner    | Freie Kunst          | Medienkunst                                                          |
| Stephan Sachs      | Freie Kunst          | Time Based Media                                                     |
| Piotr Nathan       | Freie Kunst          | Zeichnung und Druckgrafik                                            |
| Almut Linde        | Freie Kunst Lehramt  | Interdisziplinäre künstlerische Praxis                               |
| Norbert M. Schmitz | IKDM                 | Ästhetik                                                             |
| Petra Maria Meyer  | IKDM                 | Kultur- und Medienwissenschaften mit Schwerpunkt Philosophie         |
| Christiane Kruse   | IKDM                 | Kunstgeschichte und visuelle Kulturen                                |
| Annika Frye        | Industriedesign      | Designwissenschaft und -Forschung                                    |
| Bettina Möllring   | Industriedesign      | Grundlagen Industriedesign                                           |
| Dieter Siebrecht   | Industriedesign      | Honorarprofessor Medical Design                                      |
| Detlef Rhein       | Industriedesign      | Method. Entwerfen technischer Produkte / M. A. Medical Design        |
| Martin Postler     | Industriedesign      |                                                                      |
| Frank Jacob        | Industriedesign      | Interface Design                                                     |
| Peter Hendricks    | Kommunikationsdesign | Fotografie                                                           |
| Tom Duscher        | Kommunikationsdesign | Interaktive Medien, Zentrum für Medien                               |
| André Heers        | Kommunikationsdesign | Typografie und Gestaltung                                            |
| Annette E. le Fort | Kommunikationsdesign | Buchgestaltung                                                       |
| Silke Juchter      | Kommunikationsdesign | Konzeption und Entwurf                                               |
| Wolfgang Sasse     | Kommunikationsdesign | Strategische Kommunikation / Verbale Gestaltung, Leitung Projektbüro |
| Markus Huber       | Kommunikationsdesign | Visuelle Grundlagen und grafische Bildgestaltung, Illustration       |
| Oswald Egger       | Kommunikationsdesign | Sprache und Gestalt                                                  |
| Christian Teckert  | Raumstrategien       | Forschen und Intervenieren im Raum / MA Spatial Strategies           |
| Sandra Schramke    | Raumstrategien       | kuratorische Praxis / Verräumlichung von Wissen                      |
| Michael Breda      | Raumstrategien       | Szenografie                                                          |
| Dagmar Schork      | Raumstrategien       | Szenografie                                                          |
| Manfred Schulz     | Raumstrategien       | Szenografie / Spatial Strategies                                     |